# Barão de Aguiar
Barão de Aguiar foi o título criado por Pedro V de Portugal, por decreto de 17 de Junho de 1854 e por Carta de 19 de Julho de 1854 a favor de Silvino Luís Teixeira de Aguiar e Vasconcelos, Fidalgo Cavaleiro da Casa Real, que foi deputado, Juiz do Supremo Conselho de Justiça Militar e Presidente da Relação de Goa.
O título extinguiu-se em 12 de setembro de 1862 com a morte sem geração do 1.º titular.

## Barão de Aguiar (1854)

### Titulares
1. Silvino Luís Teixeira de Aguiar e Vasconcelos, 1.º Barão de Aguiar.

### Brasão de Armas
Um escudo esquartelado; no primeiro quartel as armas dos Figueiredos — cinco folhas de figueira nervadas e perfiladas de oiro, em campo vermelho; no segundo quartel, as armas dos Telles — escudo esquartelado, no primeiro quartel, um leão de purpura armado d’azul em campo de prata; no segundo, o campo d’oiro, e assim os alternos; no terceiro quartel as armas dos Pachecos — em campo de oiro duas caldeiras negras faxadas de tres faixas veiradas de oiro e vermelho, e em cada encaixe das azas quatro cabeças de serpes verdes; e no quarto quartel as armas dos Moraes — quartel partido em pala, na primeira em campo vermelho uma torre de prata coberta de oiro, sobre um rio de prata e azul, na segunda pala, em campo de prata uma amoreira verde — Timbre o dos Figueiredos — dois braços de leão de vermelho em aspa, cada um com sua folha de figueira na garra.